# Eleccions generals espanyoles de 1810
Les eleccions generals espanyoles de 1810 foren convocades per la Junta Central Suprema que governava el país en absència del Rei legítim, el 10 de juny de 1810 per reunir unes Corts Extraordinàries i Constituents a la ciutat de Cadis, conegudes posteriorment com a Corts de Cadis. El decret preveia l'elecció d'una assemblea de 264 diputats d'un sol estament, amb un electorat masculí, pràcticament universal, per mitjà d'un sufragi en tres graus, amb representació de totes les províncies, incloent les americanes.
La situació de guerra d'una bona part del país però no permeté però l'elecció de molts d'ells, i en altres casos aquesta elecció es feu en condicions irregulars o fora de termini. La llei permetia en aquest cas que la població de Cadis i environs oriünda de la província on no havia estat possible l'elecció pogués substituir els diputats no electes per un sol suplent; així es feu en molts casos.
Les Corts, convocades en un primer moment pel 21 de gener de 1810, no s'obriren fins al 24 de setembre del mateix any, amb l'assistència de 145 diputats. Les províncies, però, seguiren posteriorment efectuant eleccions i enviant diputats a mesura que la situació militar millorava, fins a ser 234 en el moment de la clausura, el 10 de maig de 1814.
La seva composició aproximada en el moment de la seva apertura fou de 70 liberals, 30 absolutistes i 45 neutres.

## Composició de la Cambra
| ← Eleccions generals espanyoles, de 1810 → |        |       |
| Partit                                     | Escons | Líder |
| Liberals                                   | 70     |       |
| Absolutistes                               | 30     |       |
| Independents                               | 45     |       |